# Digging to China
Digging to China (bra: O Poder da Emoção; prt: O Caminho da Felicidade) é um filme independente norte-americano de 1998, do gênero drama, que marcou a estreia na direção do ator Timothy Hutton e a estreia no cinema de Evan Rachel Wood. O roteiro de Karen Janszen concentra-se na amizade estabelecida entre uma menina pré-adolescente precoce com uma imaginação vívida e um homem com deficiências de desenvolvimento.
O título do filme se refere ao sonho de Harriet onde ela começou a cavar um buraco no chão na esperança de escavar um túnel diretamente para a China.
O filme foi filmado em Cherokee [en], Carolina do Norte.

## Sinopse
Harriet Frankovitz (Evan Rachel Wood) é uma garota de 10 anos de idade que vive em uma pequena localidade ma zona rural de Nova Hampshire, em meados dos anos 60 com sua irmã mais velha (Mary Stuart Masterson) e sua mãe (Cathy Moriarthy), que é alcoólatra mas administra um motel. Harriet é diferente das outras meninas de sua idade e, como possui uma grande criatividade, não tem ninguém para brincar com ela. Seu infinito mundo existe apenas na sua imaginação. Um dia, Ricky Schroth (Kevin Bacon) chega. Ele é um adulto com um retardo mental e é filho de uma senhora idosa (Marian Seldes). Logo Harriet e Ricky compartilham suas experiências de vida de um diferente ponto de vista e se tornam amigos íntimos. Porém a mãe dele planeja deixar Ricky sob os cuidados de um profissional, porque ela não viverá para sempre para cuidar dele.
Sra. Frankovitz perde a vida em um acidente de carro, deixando Harriet sob os cuidados da irmã mais velha, que se revela, para horror da garotinha, ser a mãe biológica de Harriet.

## Elenco
- Evan Rachel Wood como Harriet Frankovitz
- Kevin Bacon como Ricky Schroth
- Mary Stuart Masterson como Gwen Frankovitz
- Marian Seldes como Leah Schroth
- Cathy Moriarty como Sra. Frankovitz

## Trilha sonora
A trilha sonora inclui "One Big Love" de Patty Griffin, "Last Train to Clarksville" de The Monkees, "Mas Que Nada" de Sérgio Mendez and Brazil '66, "Iko Iko" de The Dixie Cups, "Soul Sauce" de Cal Tjader, "Crimson and Clover", de Tommy James and the Shondells, "El Lobo", de Herb Alpert, "Samba Pa Ti", de Carlos Santana, e "Magic Carpet Ride", de Steppenwolf.